# Protosciaena trewavasae
Protosciaena trewavasae es una especie de pez de la familia Sciaenidae en el orden de los Perciformes.

## Morfología
• Los machos pueden llegar alcanzar los 20 cm de longitud total.

## Hábitat
Es un pez de mar y clima tropical y demersal que vive entre 70-220 m de profundidad.

## Distribución geográfica
Se encuentra en el Océano Atlántico occidental: Puerto Rico y desde el oeste de Colombia hasta el centro de Venezuela.

## Observaciones
Es inofensivo para los humanos.